# FIFA Manager 10
FIFA Manager 10 je počítačová simulace fotbalového manažera. Byl vydán společností Electronic Arts jako deváté pokračování série FIFA Manager v návaznosti na předcházející díl FIFA Manager 09. FIFA Manager 10 byl vyvinut společností Bright Future, poprvé byl vydán 30. října 2009 a byl distribuován do mnoha zemí na všech kontinentech.

## Popis
Hra dává hráči možnost ovládat celou řadu funkcí, jako např. vytváření sestavy a taktiky pro tým, i pro jednotlivé hráče, stavět nejen zázemí klubu, ale také přepychové stadiony. Vůbec poprvé se ve hře objevuje on-line mód, stejně jako povedená 3D animace a přizpůsobitelný "manažerský stůl".
2. června 2009 vydala společnost Bright Future novou aktualizaci, která hráči umožňuje řídit národní tým přes Mistrovství světa 2010. Hráči si mohou vybrat národní týmy, které v turnaji chtějí, mohou si vybrat původní reálné týmy, nebo si založit vlastní tým